# Meleagros
Meleagros je v grški mitologiji kaledonski princ, sin Eneja in Alteje.
Ko je bil Meleagros star 7 dni, so ga obiskale rojenice in napovedale, da bo umrl tisti trenutek, ko bo zgorelo poleno, ki je bilo v tistem trenutku v ognjišču. Mati Alteja je takoj pogasila poleno in ga skrila. 
Meleagros je pozneje ubil kaledonskega divjega merjasca. Sprl se je s svojim stricem zaradi lastništva kože in glave ter ga zato ubil. Ko je to izvedela njegova mati, je vrgla na ogenj skrito poleno in tako je Meleagros umrl.